# Euxoa lutulenta
Euxoa lutulenta là một loài bướm đêm trong họ Noctuidae.